# Западни планински коати
Западни планински коати (Nasuella olivacea) је врста сисара из реда звери и породице ракуна (Procyonidae). 

## Систематика
Према резултатима анализе ДНК, родове Nasua и Nasuella би требало спојити у један, јер је род Nasuella угнежђен у род Nasua, који би у супротном, ако до спајања не дође, био парафилетски. Па би последично и научно име врсте западни планински коати било промењено у Nasua olivacea Gray, 1865.

## Распрострањење
Западни планински коати има станиште у Колумбији и Еквадору. Станиште врсте су шуме на падинама Анда, на надморској висини од 1.300 до 4.260 метара.

## Угроженост
Врста је широко распрострањена, али је на црвеној листи IUCN наведена као скоро угрожена, због очекиваног пада популације.